# Eleições parlamentares europeias de 1989
As eleições parlamentares europeias de 1989 foram realizadas em 12 estados membros da Comunidade Europeia, entre os dias 15 e 18 de Junho de 1989. Foi a terceira eleição europeia, mas a primeira vez que Portugal e Espanha votaram, em simultâneo, com os outros membros (que aderiram em 1986). Globalmente, a afluência às urnas caiu para os 59%. O eleitorado era composto por 244.951.379 eleitores.

## Resultados
| Eleições parlamentares europeias de 1989 - Resultados anunciados em 25 de Julho de 1989 | Eleições parlamentares europeias de 1989 - Resultados anunciados em 25 de Julho de 1989 | Eleições parlamentares europeias de 1989 - Resultados anunciados em 25 de Julho de 1989 | Eleições parlamentares europeias de 1989 - Resultados anunciados em 25 de Julho de 1989 | Eleições parlamentares europeias de 1989 - Resultados anunciados em 25 de Julho de 1989 | Eleições parlamentares europeias de 1989 - Resultados anunciados em 25 de Julho de 1989 | Eleições parlamentares europeias de 1989 - Resultados anunciados em 25 de Julho de 1989 |
| Grupo                                                                                   | Grupo                                                                                   | Ideologia                                                                               | Presidido por                                                                           | MEPs                                                                                    | MEPs                                                                                    | MEPs                                                                                    |
| --------------------------------------------------------------------------------------- | --------------------------------------------------------------------------------------- | --------------------------------------------------------------------------------------- | --------------------------------------------------------------------------------------- | --------------------------------------------------------------------------------------- | --------------------------------------------------------------------------------------- | --------------------------------------------------------------------------------------- |
|                                                                                         | SOC                                                                                     | Social-democracia                                                                       | Jean-Pierre Cot                                                                         | 180                                                                                     |                                                                                         |                                                                                         |
|                                                                                         | EPP                                                                                     | Democracia cristã                                                                       | Egon Klepsch                                                                            | 121                                                                                     |                                                                                         |                                                                                         |
|                                                                                         | LDR                                                                                     | Liberalismo, Centrismo                                                                  | Valéry Giscard d'Estaing                                                                | 49                                                                                      |                                                                                         |                                                                                         |
|                                                                                         | ED                                                                                      | Conservadorismo                                                                         | Christopher Prout                                                                       | 34                                                                                      |                                                                                         |                                                                                         |
|                                                                                         | G                                                                                       | Ecologismo, Ambientalismo                                                               | Maria Amélia Santos                                                                     | 30                                                                                      |                                                                                         |                                                                                         |
|                                                                                         | EUL                                                                                     | Comunismo, Socialismo, Eurocomunismo                                                    | Luigi Alberto Colajanni                                                                 | 28                                                                                      |                                                                                         |                                                                                         |
|                                                                                         | EDA                                                                                     | Gaullismo, Conservadorismo, Nacionalismo                                                | Christian de La Malène                                                                  | 20                                                                                      |                                                                                         |                                                                                         |
|                                                                                         | DR                                                                                      | Extrema-direita                                                                         | Jean-Marie Le Pen                                                                       | 17                                                                                      |                                                                                         |                                                                                         |
|                                                                                         | LU                                                                                      | Comunismo, Marxismo-leninismo                                                           | René-Emile Piquet                                                                       | 14                                                                                      |                                                                                         |                                                                                         |
|                                                                                         | RBW                                                                                     | Regionalismo                                                                            | Jaak Vandemeulebroucke                                                                  | 13                                                                                      |                                                                                         |                                                                                         |
|                                                                                         | NI                                                                                      | Independentes                                                                           | nenhum                                                                                  | 12                                                                                      | Total: 518                                                                              | Fontes:                                                                                 |

## Resultados por país
| País               | Partido | Partido                              | Votos      | %    | Deputados |
| ------------------ | ------- | ------------------------------------ | ---------- | ---- | --------- |
| Alemanha Ocidental |         | Partido Social-Democrata             | 10 525 728 | 37,3 | 31 / 81   |
| Bélgica            |         | Partido Popular Cristão              | 1 247 075  | 21,1 | 5 / 24    |
| Dinamarca          |         | Partido Social-Democrata             | 417 076    | 23,3 | 4 / 16    |
| Espanha            |         | Partido Socialista Operário Espanhol | 6 275 552  | 39,6 | 27 / 60   |
| França             |         | UDF - RPR                            | 5 242 038  | 28,9 | 26 / 81   |
| Grécia             |         | Nova Democracia                      | 2 647 215  | 40,4 | 10 / 24   |
| Irlanda            |         | Fianna Fáil                          | 514 537    | 31,5 | 6 / 15    |
| Itália             |         | Democracia Cristã                    | 11 451 053 | 32,9 | 26 / 81   |
| Luxemburgo         |         | Partido Popular Social Cristão       | 346 621    | 34,9 | 3 / 6     |
| Países Baixos      |         | Apelo Democrata-Cristão              | 1 813 035  | 34,5 | 10 / 25   |
| Portugal           |         | Partido Social Democrata             | 1 358 958  | 32,8 | 9 / 24    |
| Reino Unido        |         | Partido Trabalhista                  | 6 153 640  | 40,1 | 45 / 81   |

## Partidos por Grupo

### Grupo Socialista (SOC)
| País               | Partido                                 | Deputados | CI. | Resultado    |
| ------------------ | --------------------------------------- | --------- | --- | ------------ |
| Alemanha Ocidental | Partido Social-Democrata                | 31 / 81   | 1.º | 37,3 / 100,0 |
| Bélgica            | Partido Socialista (Flandres)           | 3 / 13    | 2.º | 20,0 / 100,0 |
| Bélgica            | Partido Socialista (Valónia)            | 5 / 11    | 1.º | 38,1 / 100,0 |
| Dinamarca          | Partido Social-Democrata                | 4 / 16    | 1.º | 23,3 / 100,0 |
| Espanha            | Partido Socialista Operário Espanhol    | 27 / 60   | 1.º | 39,6 / 100,0 |
| França             | Partido Socialista                      | 22 / 81   | 2.º | 23,6 / 100,0 |
| Grécia             | Movimento Socialista Pan-helénico       | 9 / 24    | 2.º | 36,0 / 100,0 |
| Irlanda            | Partido Trabalhista                     | 1 / 15    | 4.º | 9,5 / 100,0  |
| Itália             | Partido Socialista Italiano             | 12 / 81   | 3.º | 14,8 / 100,0 |
| Itália             | Partido Socialista Democrático Italiano | 2 / 81    | 7.º | 2,7 / 100,0  |
| Luxemburgo         | Partido Socialista dos Trabalhadores    | 2 / 6     | 2.º | 25,5 / 100,0 |
| Países Baixos      | Partido do Trabalho                     | 8 / 25    | 2.º | 30,7 / 100,0 |
| Portugal           | Partido Socialista                      | 7 / 24    | 2.º | 28,5 / 100,0 |
| Portugal           | Partido Renovador Democrático           | 1 / 24    | 2.º | 28,5 / 100,0 |
| Reino Unido        | Partido Trabalhista                     | 45 / 78   | 1.º | 40,1 / 100,0 |
| Reino Unido        | Partido Social Democrata e Trabalhista  | 1 / 3     | 2.º | 25,5 / 100,0 |

### Grupo do Partido Popular Europeu (EPP)
| País               | Partido                        | Deputados | CI.  | Resultado    |
| ------------------ | ------------------------------ | --------- | ---- | ------------ |
| Alemanha Ocidental | União Democrata-Cristã         | 25 / 81   | 2.º  | 29,5 / 100,0 |
| Alemanha Ocidental | União Social-Cristã            | 7 / 81    | 4.º  | 8,2 / 100,0  |
| Bélgica            | Partido Popular Cristão        | 5 / 13    | 1.º  | 34,1 / 100,0 |
| Bélgica            | Partido Social Cristão         | 2 / 11    | 2.º  | 21,3 / 100,0 |
| Dinamarca          | Democratas de Centro           | 2 / 16    | 6.º  | 8,0 / 100,0  |
| Espanha            | Partido Popular                | 15 / 60   | 2.º  | 21,4 / 100,0 |
| Espanha            | Partido Nacionalista Basco     | 1 / 60    | 7.º  | 1,9 / 100,0  |
| França             | Centro dos Democratas Sociais  | 6 / 81    | 5.º  | 8,4 / 100,0  |
| Grécia             | Nova Democracia                | 10 / 24   | 1.º  | 40,4 / 100,0 |
| Irlanda            | Fine Gael                      | 4 / 15    | 2.º  | 21,6 / 100,0 |
| Itália             | Democracia Cristã              | 26 / 81   | 1.º  | 32,9 / 100,0 |
| Itália             | Partido Popular Sul Tirolês    | 1 / 81    | 13.º | 0,5 / 100,0  |
| Luxemburgo         | Partido Popular Social Cristão | 3 / 6     | 1.º  | 34,9 / 100,0 |
| Países Baixos      | Apelo Democrata-Cristão        | 10 / 25   | 1.º  | 34,6 / 100,0 |
| Portugal           | Centro Democrático Social      | 3 / 24    | 4.º  | 14,2 / 100,0 |
| Reino Unido        | Partido Unionista do Ulster    | 1 / 3     | 3.º  | 22,2 / 100,0 |

### Grupo Liberal Democrata e Reformista (LDR)
| País               | Partido                                       | Deputados | CI. | Resultado    |
| ------------------ | --------------------------------------------- | --------- | --- | ------------ |
| Alemanha Ocidental | Partido Democrático Liberal                   | 4 / 81    | 6.º | 5,6 / 100,0  |
| Bélgica            | Liberais e Democratas Flamengos               | 2 / 13    | 3.º | 17,1 / 100,0 |
| Bélgica            | Partido Reformador Liberal                    | 2 / 11    | 3.º | 18,9 / 100,0 |
| Dinamarca          | Venstre                                       | 3 / 16    | 3.º | 16,6 / 100,0 |
| Espanha            | Centro Democrático e Social                   | 5 / 60    | 3.º | 7,2 / 100,0  |
| Espanha            | Convergência Democrática da Catalunha         | 1 / 60    | 5.º | 4,2 / 100,0  |
| França             | União pela Democracia Francesa                | 13 / 81   | 1.º | 28,9 / 100,0 |
| Irlanda            | Democratas Progressistas                      | 1 / 15    | 3.º | 12,0 / 100,0 |
| Irlanda            | Independente                                  | 1 / 15    |     |              |
| Itália             | Partido Republicano Italiano                  | 3 / 81    | 5.º | 4,4 / 100,0  |
| Luxemburgo         | Partido Democrata                             | 1 / 6     | 3.º | 20,0 / 100,0 |
| Países Baixos      | Democratas 66                                 | 1 / 25    | 5.º | 6,0 / 100,0  |
| Países Baixos      | Partido Popular para a Liberdade e Democracia | 3 / 25    | 3.º | 13,6 / 100,0 |
| Portugal           | Partido Social Democrata                      | 9 / 24    | 1.º | 32,8 / 100,0 |

### Grupo dos Democratas Europeus (ED)
| País        | Partido                     | Deputados | CI. | Resultado    |
| ----------- | --------------------------- | --------- | --- | ------------ |
| Dinamarca   | Partido Popular Conservador | 2 / 16    | 4.º | 13,3 / 100,0 |
| Reino Unido | Partido Conservador         | 32 / 78   | 2.º | 34,7 / 100,0 |

### Grupo dos Verdes (G)
| País               | Partido                            | Deputados | CI.  | Resultado    |
| ------------------ | ---------------------------------- | --------- | ---- | ------------ |
| Alemanha Ocidental | Os Verdes                          | 8 / 81    | 3.º  | 8,4 / 100,0  |
| Bélgica            | Agalev                             | 1 / 13    | 4.º  | 12,2 / 100,0 |
| Bélgica            | Ecolo                              | 2 / 11    | 4.º  | 16,6 / 100,0 |
| Espanha            | Eusko Alkartasuna                  | 1 / 60    | 9.º  | 1,8 / 100,0  |
| França             | Os Verdes                          | 8 / 81    | 4.º  | 10,6 / 100,0 |
| Itália             | Democracia Proletária              | 1 / 81    | 10.º | 1,3 / 100,0  |
| Itália             | Lista Antiprobicionista das Drogas | 1 / 81    | 11.º | 1,2 / 100,0  |
| Itália             | Listas Verdes                      | 3 / 81    | 6.º  | 3,8 / 100,0  |
| Itália             | Verdes - Arco Íris                 | 2 / 81    | 8.º  | 2,4 / 100,0  |
| Países Baixos      | Esquerda Verde                     | 2 / 25    | 4.º  | 7,0 / 100,0  |
| Portugal           | Partido Ecologista Os Verdes       | 1 / 24    | 3.º  | 14,4 / 100,0 |

### Grupo da Esquerda Unida Europeia (EUL)
| País      | Partido                    | Deputados | CI. | Resultado    |
| --------- | -------------------------- | --------- | --- | ------------ |
| Dinamarca | Partido Popular Socialista | 1 / 16    | 5.º | 9,1 / 100,0  |
| Espanha   | Esquerda Unida             | 4 / 60    | 4.º | 6,1 / 100,0  |
| Grécia    | Synaspismós                | 1 / 24    | 3.º | 14,3 / 100,0 |
| Itália    | Partido Comunista Italiano | 22 / 81   | 2.º | 27,6 / 100,0 |

### Grupo da Aliança Democrática Europeia (EDA)
| País    | Partido                        | Deputados | CI. | Resultado    |
| ------- | ------------------------------ | --------- | --- | ------------ |
| França  | Reagrupamento para a República | 13 / 81   | 1.º | 28,9 / 100,0 |
| Grécia  | Renovação Democrática          | 1 / 24    | 4.º | 1,4 / 100,0  |
| Irlanda | Fianna Fáil                    | 6 / 15    | 1.º | 31,5 / 100,0 |

### Grupo Técnico da Direita Europeia (ER)
| País               | Partido         | Deputados | CI. | Resultado    |
| ------------------ | --------------- | --------- | --- | ------------ |
| Alemanha Ocidental | Os Republicanos | 6 / 81    | 5.º | 7,1 / 100,0  |
| Bélgica            | Vlaams Blok     | 1 / 13    | 6.º | 6,6 / 100,0  |
| França             | Frente Nacional | 10 / 81   | 3.º | 11,7 / 100,0 |

### Grupo da Coligação de Esquerda (LU)
| País     | Partido                              | Deputados | CI. | Resultado    |
| -------- | ------------------------------------ | --------- | --- | ------------ |
| França   | Partido Comunista Francês            | 7 / 81    | 6.º | 7,7 / 100,0  |
| Grécia   | Partido Comunista da Grécia          | 3 / 24    | 3.º | 14,3 / 100,0 |
| Irlanda  | Partido dos Trabalhadores da Irlanda | 1 / 15    | 5.º | 7,7 / 100,0  |
| Portugal | Partido Comunista Português          | 3 / 24    | 3.º | 14,4 / 100,0 |

### Grupo Arco-Íris (RBW)
| País        | Partido                        | Deputados | CI.  | Resultado    |
| ----------- | ------------------------------ | --------- | ---- | ------------ |
| Bélgica     | União Popular                  | 1 / 13    | 5.º  | 8,7 / 100,0  |
| Dinamarca   | Movimento Popular contra a CEE | 4 / 16    | 2.º  | 18,9 / 100,0 |
| Espanha     | Euskadiko Ezkerra              | 1 / 60    | 11.º | 1,5 / 100,0  |
| Espanha     | Partido Andaluz                | 1 / 60    | 8.º  | 1,9 / 100,0  |
| França      | União do Povo da Córsega       | 1 / 81    |      |              |
| Irlanda     | Fianna Fáil Independente       | 1 / 15    | 7.º  | 3,2 / 100,0  |
| Itália      | Liga Norte                     | 2 / 81    | 9.º  | 1,8 / 100,0  |
| Itália      | Partido Sardo de Acção         | 1 / 81    | 12.º | 0,6 / 100,0  |
| Reino Unido | Partido Nacional Escocês       | 1 / 78    | 5.º  | 2,6 / 100,0  |

### Grupo dos Não-Inscritos (NI)
| País          | Partido                                    | Deputados | CI.  | Resultado    |
| ------------- | ------------------------------------------ | --------- | ---- | ------------ |
| Espanha       | Agrupamento de Eleitores Ruiz-Mateos       | 2 / 60    | 6.º  | 3,8 / 100,0  |
| Espanha       | Herri Batasuna                             | 1 / 60    | 10.º | 1,7 / 100,0  |
| França        | Independente                               | 1 / 81    |      |              |
| Itália        | Movimento Social Italiano-Direita Nacional | 4 / 81    | 4.º  | 5,5 / 100,0  |
| Itália        | Partido Radical                            | 1 / 81    | 5.º  | 4,4 / 100,0  |
| Países Baixos | Partido Político Reformado                 | 1 / 25    | 6.º  | 5,9 / 100,0  |
| Reino Unido   | Partido Unionista Democrático              | 1 / 3     | 1.º  | 29,9 / 100,0 |